# Trencà del Guió
La Trencà del Guió (en español: «ruptura del guion») es uno de los actos más singulares y con mayor tradición de la Semana Santa de Elche (Comunidad Valenciana). Se celebra al finalizar la procesión del Viernes Santo en la Plaça de Baix. Una tripleta se encarga de llevar y acompañar el guió para que, más tarde, el “trencaor” o “trencaora” lo rompa frente al trono de la Virgen de los Dolores en su Soledad.

## Historia
A mediados del siglo XVIII existe una referencia documental en relación con un guion negro llevado por un noble que abría la procesión y las cortesías que hacía la tripleta ante la Mare de Déu de la Soletat, también conocida así la Virgen de los Dolores en su Soledad. Sin embargo, es en 1864 cuando un documento expresa de manera explícita La Trencà del Guió y se sobrentienden anteriores celebraciones del acto.
Antes de organizarse en la Plaça de Baix, el cronista Ruiz de Lope relata que la Trencà del Guió se hacía en la Plaza de la Merced y todos los tronos de la Semana Santa estaban ordenados formando un cuadrado en ella, donde destacaban sus luces frente a un gran número de espectadores.Después, el arqueólogo Alejandro Ramos Folqués describe que el acto se realiza en la Plaza Mayor, que, durante un tiempo, se llamó la del Generalísimo (nombres anteriores para referirse a la Plaça de Baix).

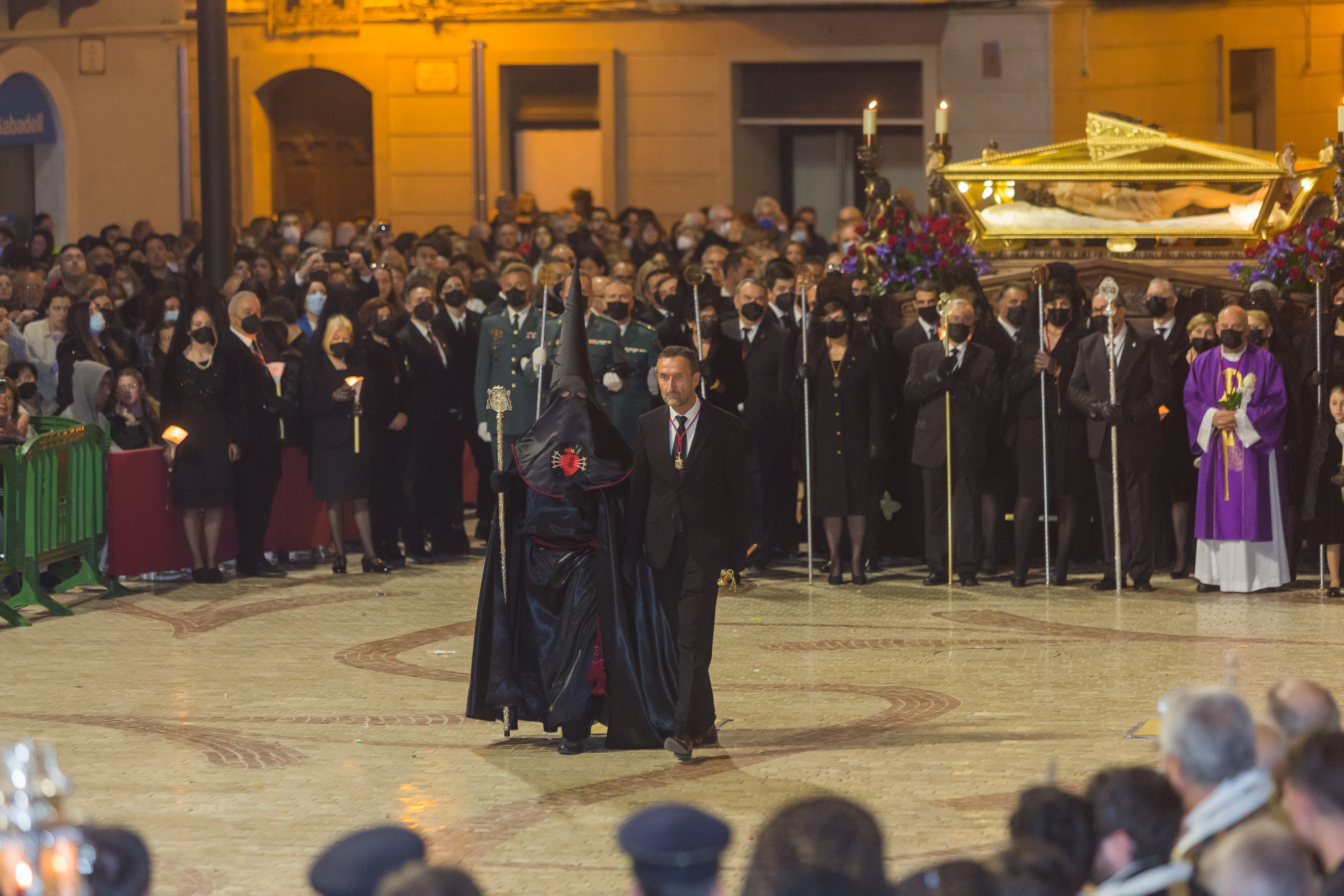
El Hermano Mayor de la Cofradía de los Dolores de Elche y el Alcalde de Elche.

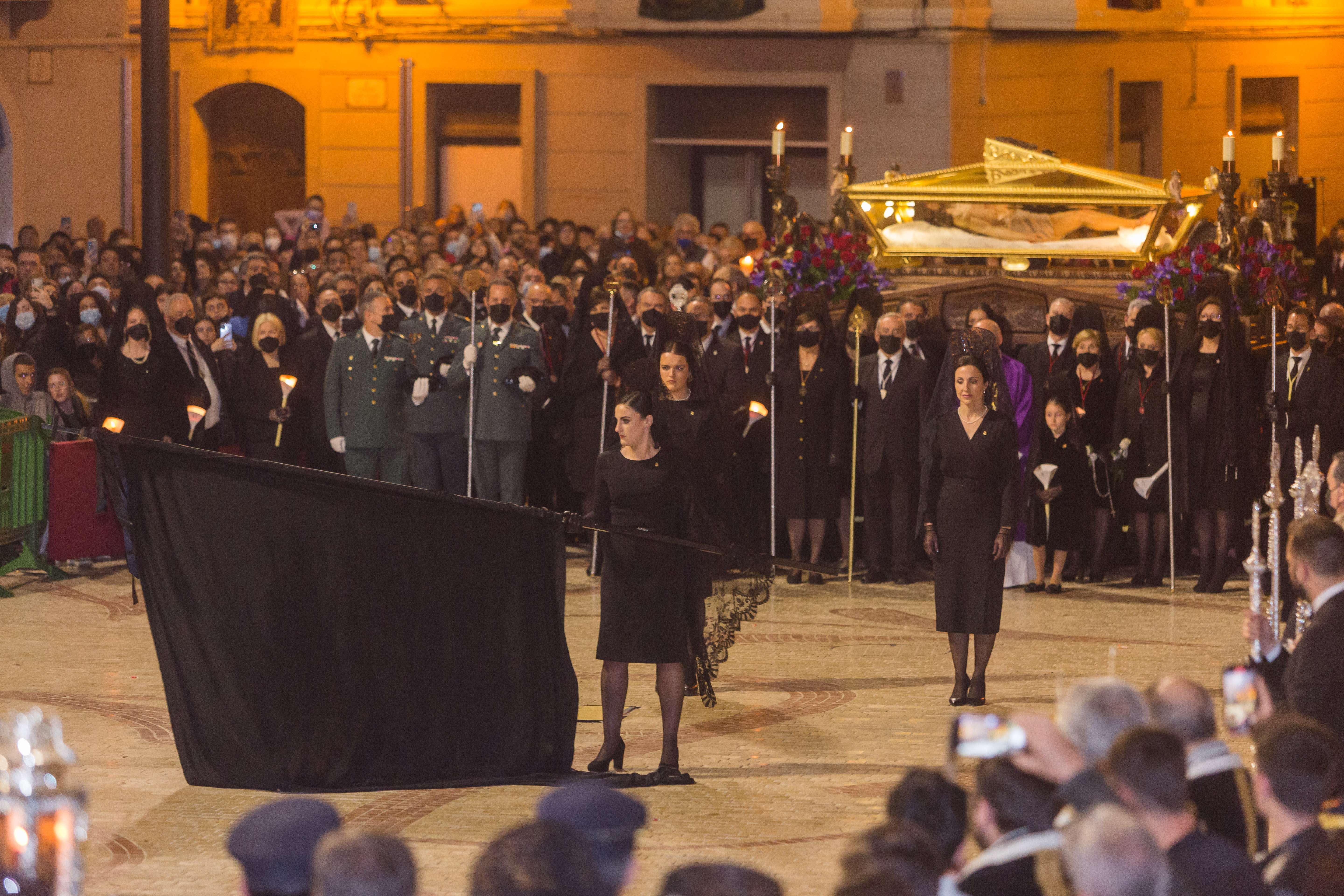
La "trencaora" despliega la bandera.

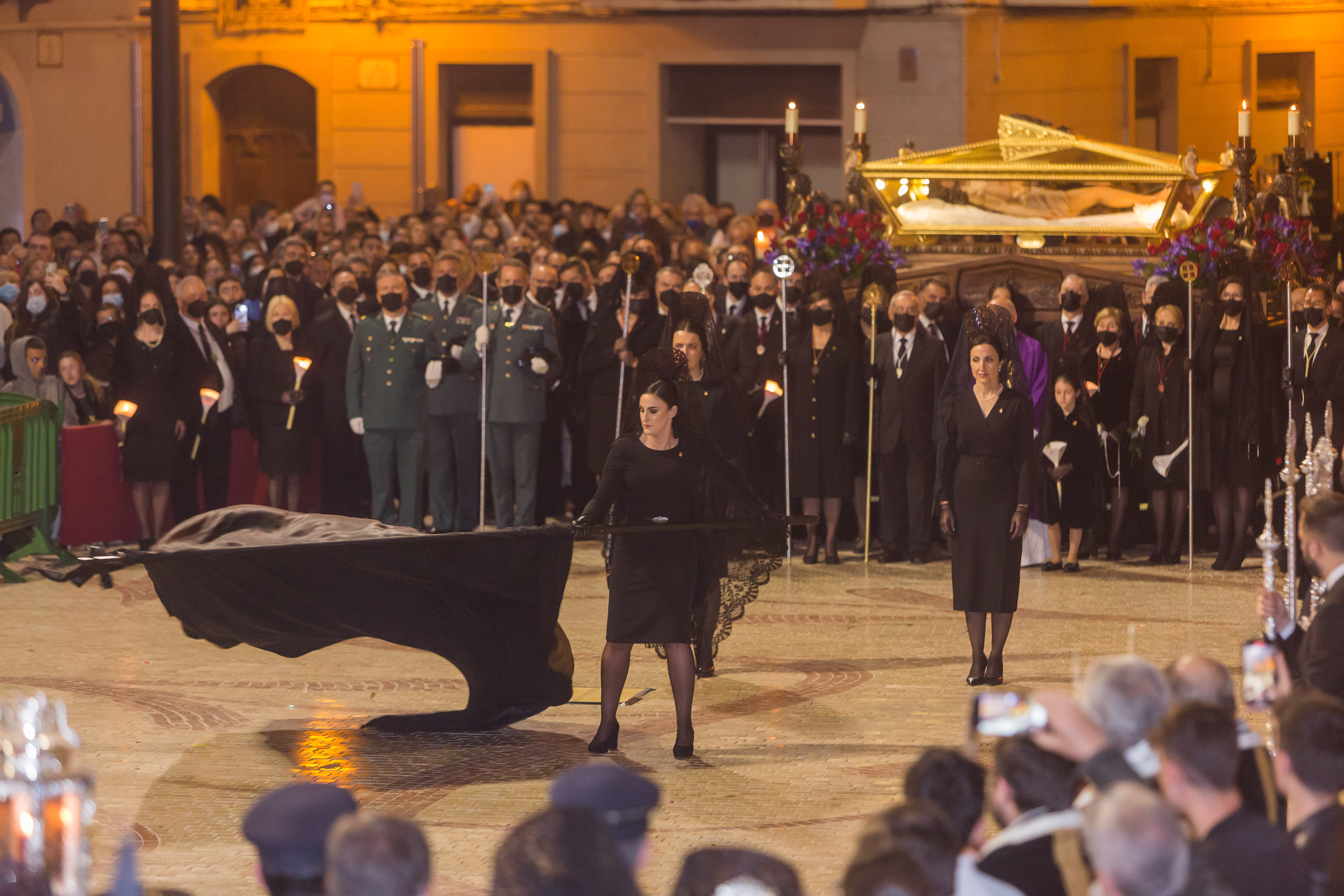
La "trencaora" ondea la bandera.

Algunos documentos del archivo de la Basílica de Santa María de Elche, con fecha de 1785, cuentan que comenzaron a aparecer ciertos problemas, por cuestiones de la organización de la Semana Santa, entre los nobles que se encargaban de la cofradía de la Virgen de los Dolores.Finalmente, por razones internas, los nobles entregaron la cofradía al pueblo de Elche, por lo que el Ayuntamiento, en representación de la ciudadanía, la recibió. De esta manera, se forma un Patronato, por un lado, el Ayuntamiento es la entidad civil y el alcalde es el presidente del Consejo Rector y, por otro lado, la cofradía de la Virgen de los Dolores con el Hermano Mayor.La elección de los tres caballeros (la tripleta) se hacía entre la nobleza, militares y abogados, donde uno llevaba el Guion y los otros dos lo acompañaban. Dentro de la plaza se situaban los tronos, una mitad ante la fachada del Ayuntamiento (conocida como la Casa de la Villa) y la otra en frente, y en el lado oeste se colocaba el trono de la Virgen de los Dolores y el Excmo. Ayuntamiento.

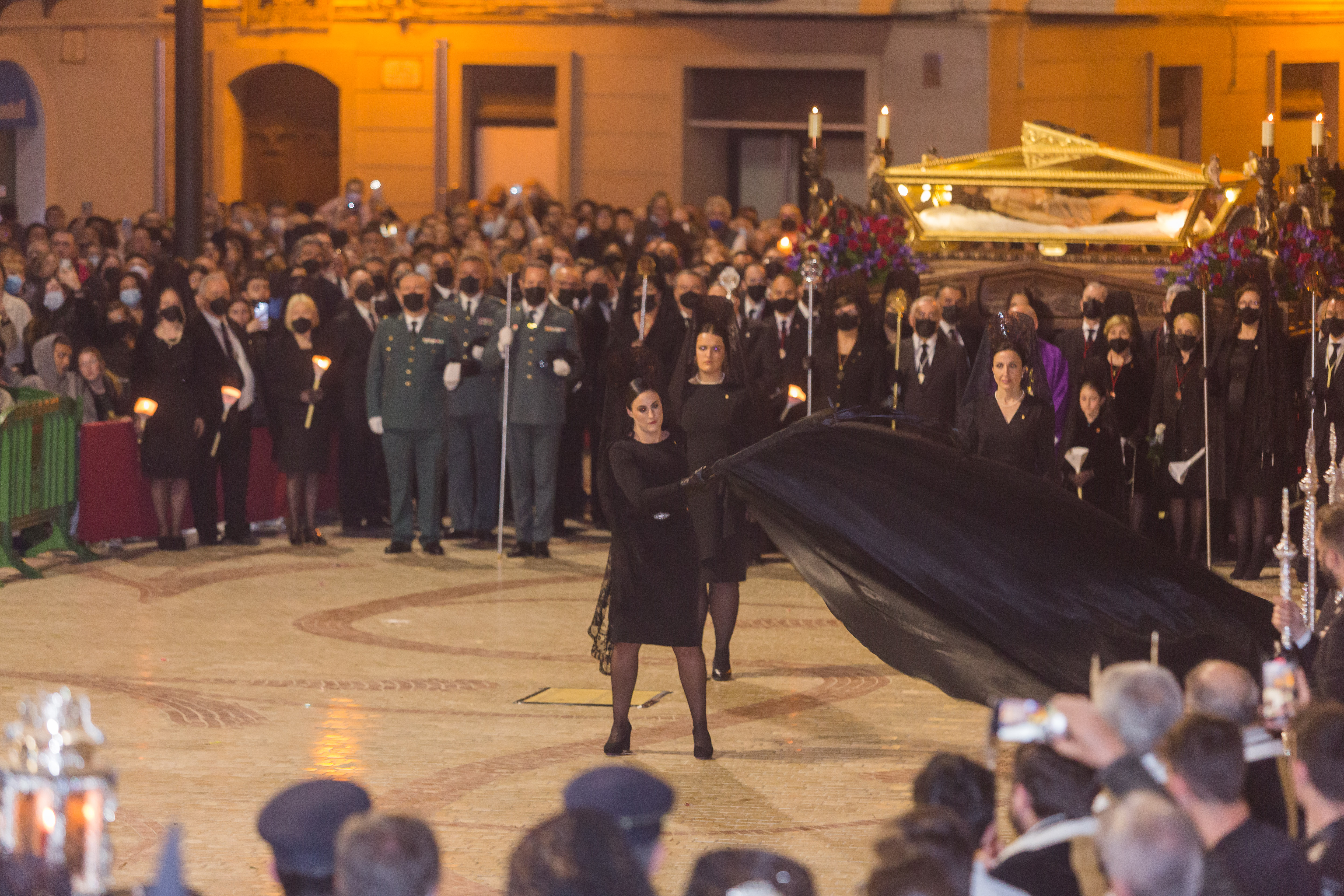
La "trencaora" ondea la bandera.

El acto simbolizaba rendir tributo de vasallaje por las clases sociales del pueblo, que están representadas en los diferentes pasos de la procesión, en manos de un noble,ya que el paso de la Virgen de los Dolores en su Soledad era, antiguamente, de los nobles del pueblo. Además, romper el Guion también representa, desde una perspectiva religiosa, romper el duelo de la Virgen. Pero popularmente, que se rompa a la primera augura un buen año a la ciudad de Elche.

## Actualidad
De entre los voluntarios cofrades que presentan su solicitud a la Junta de Hermandades y Cofradías de Elche para formar parte de la tripleta, el alcalde de Elche ratifica a los que son elegidos. Se realiza un acto de presentación en el Salón de Plenos del Ayuntamiento, al que acuden distintos miembros del Equipo de Gobierno y de la Corporación Municipal, el presidente de la Junta de Cofradías y Hermandades, el Hermano Mayor de la Real, Muy Ilustre y Penitencial Cofradía de Nuestra Señora de los Dolores en su Soledad y la tripleta elegida.

### Actos de la Tripleta
- El Viernes de Dolores acuden a la Misa Solemne en honor a la Virgen de los Dolores.
- El Miércoles Santo asisten a la Santa Misa de salida en honor a la Virgen de los Dolores y a su traslado procesional a la Basílica de Santa María.
- El Viernes Santo encabezan el Santo Entierro.
- La procesión del Corpus Christi junto a la Junta de Gobierno de la Cofradía de la Virgen de los Dolores.
- El Rosario de la Aurora de la cofradía de la Virgen de los Dolores.
- Al año siguiente de su participación como tripleta asisten a los actos de la cofradía de la Virgen de los Dolores, incluyendo la procesión de Semana Santa, portando el Simpecado de esta. También realizan el Saluda a la Virgen de los Dolores el Viernes de Dolores, donde reciben la medalla de dicha cofradía.[10][11]

### La ceremonia de la Trencà del Guió
El Viernes Santo, el Hermano Mayor de la cofradía entrega el Guion a la tripleta en la sacristía de la Basílica de Santa María de Elche, para ocupar, a continuación, su lugar en la procesión del Santo Entierro, es decir, van delante del Paso del Descendimiento de la Cruz. El trencaor o trencaora porta el estandarte y sus acompañantes una vela.

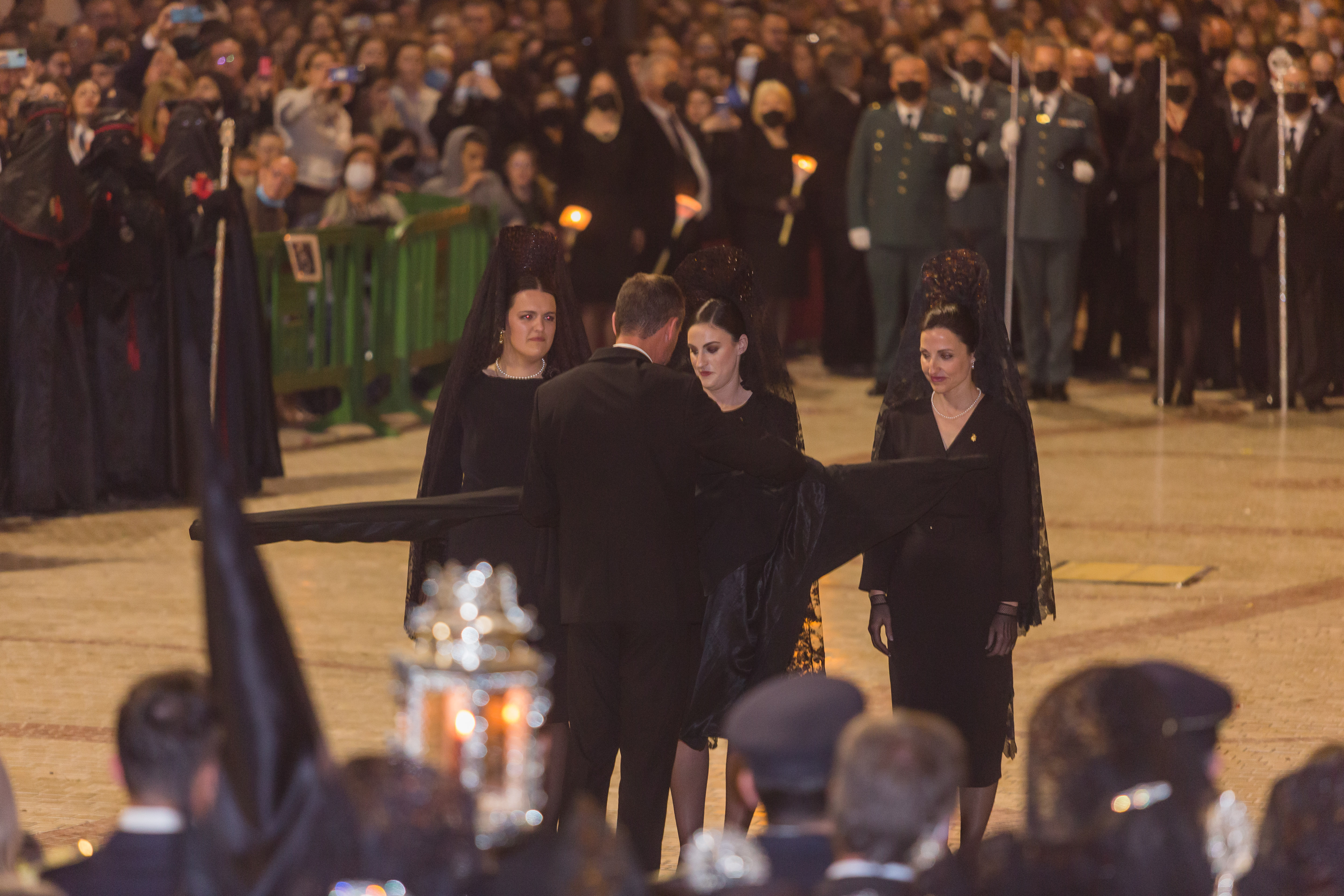
La Tripleta muestra al Alcalde el guion roto.

Cuando llegan a la Plaça de Baix, cruzan el arco del Ayuntamiento y esperan en la Casa Consistorial a que llegue el trono de la Virgen de los Dolores. En el momento en el que el paso llega, se sitúa en la parte oeste de la plaza, y las autoridades civiles y eclesiásticas ocupan los laterales de esta. Actualmente, las demás cofradías ya no se quedan en la plaza ni realizan los respectivos homenajes, el único trono que se queda en la plaza es el Santo Sepulcro, que la espera a la salida de la plaza.

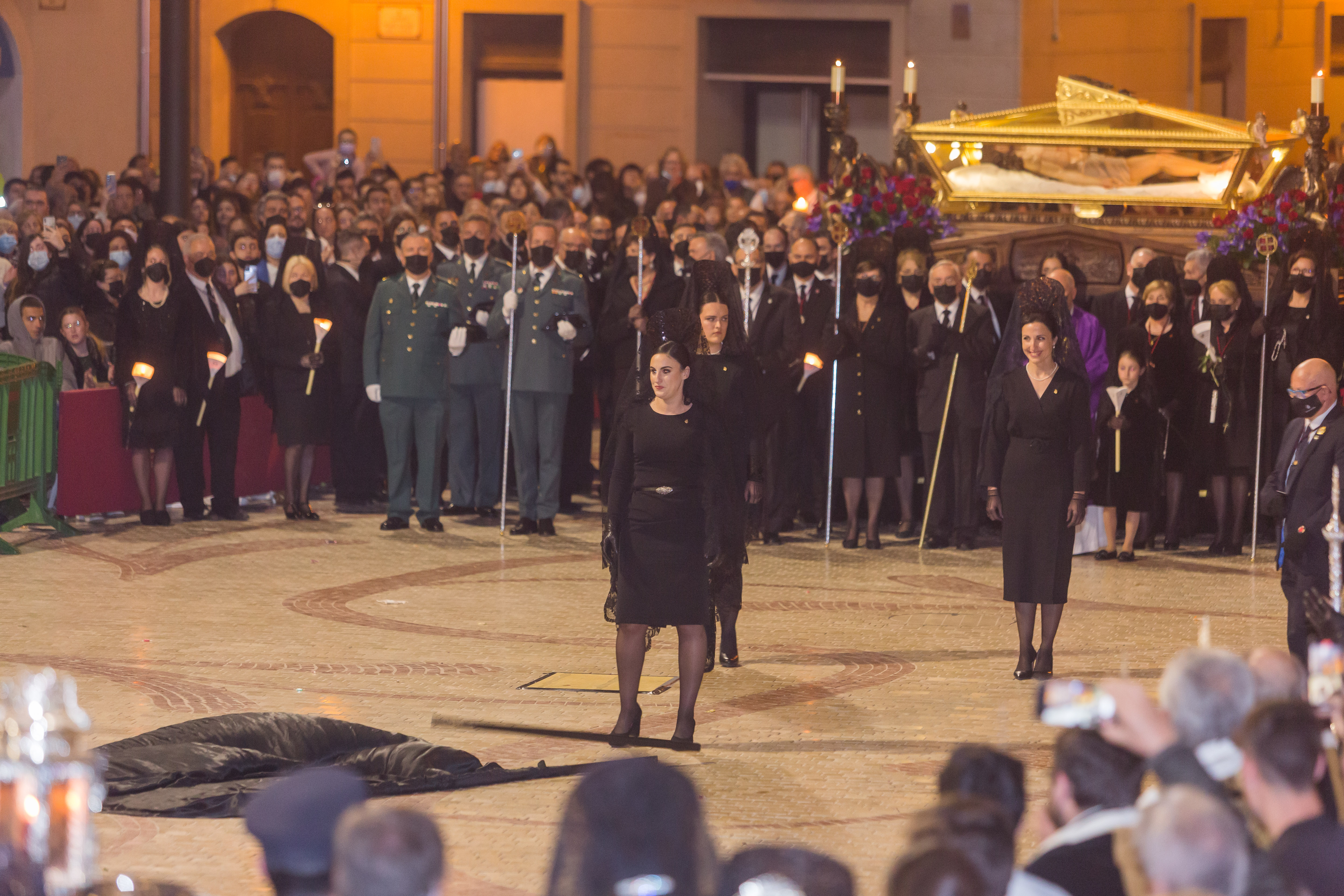
La "trencaora" rompe el guion.

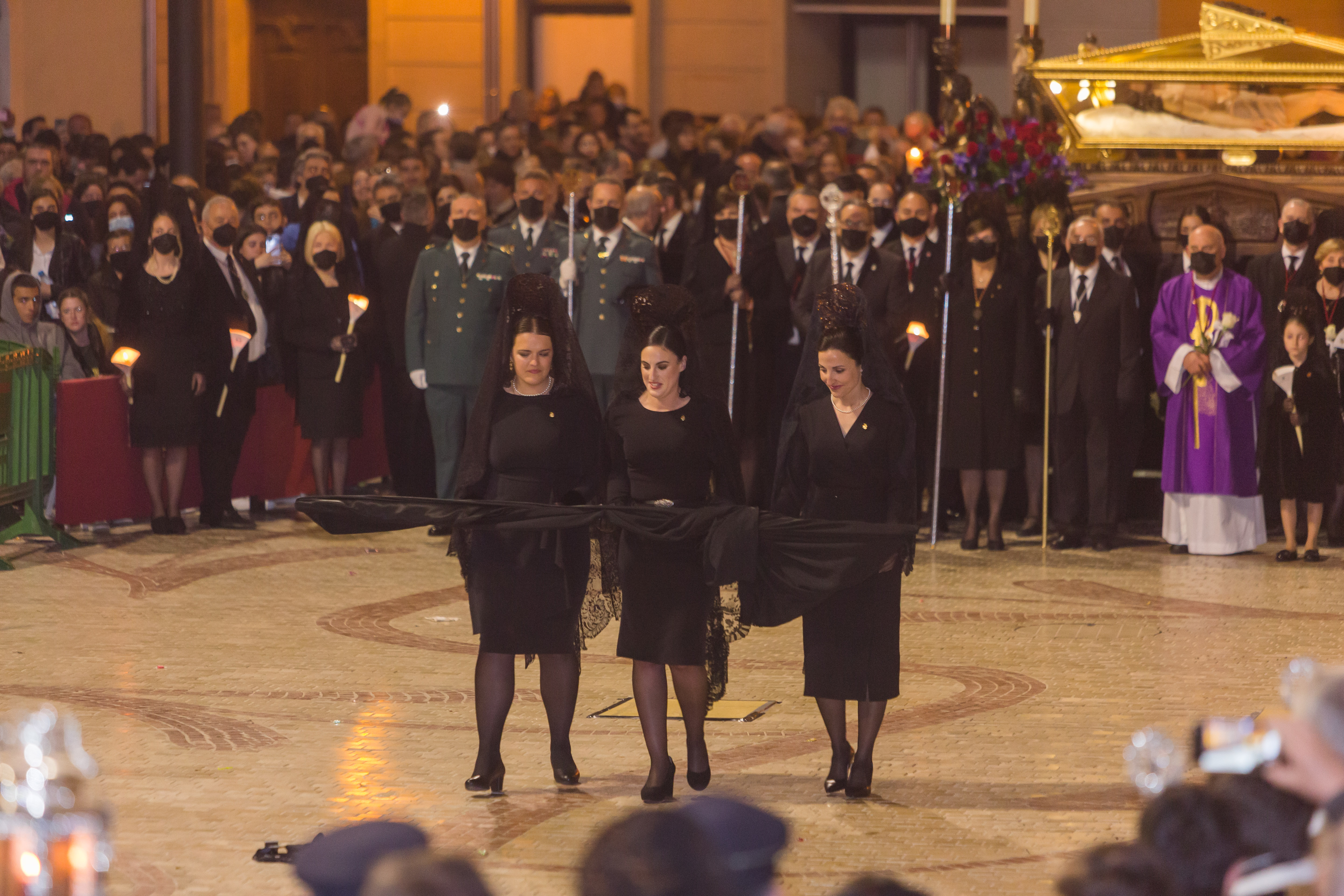
La Tripleta con el guion roto.

El Hermano Mayor junto con el mayordomo de la cofradía avisan a la tripleta y al alcalde de la llegada del trono de la Virgen de los Dolores y vuelven para ocupar su sitio con los demás. Finalmente, la tripleta sale del Ayuntamiento y se coloca en el extremo levante de la plaza, de cara a la Virgen de los Dolores, a unos 25 pasos de distancia aproximadamente, para comenzar el protocolo de la ceremonia. Los tres avanzan a la vez tres pasos hacia la Virgen y realizan una reverencia, inclinando la cabeza y el Guion. Después, repiten los tres pasos y la reverencia y, por último, el portaguión avanza él solo tres pasos, realiza la última reverencia de 45° y despliega la bandera negra. Tiene que ondearla en forma de infinito tres veces y, a través de un movimiento brusco, rompe el Guion y la bandera cae al suelo. De inmediato la gente aplaude y suena la Marcha Real, mientras que el mayordomo recoge los dos trozos del Guion y se los entrega al trencaor. Los dos acompañantes se acercan al portador y los tres se dirigen al alcalde para entregárselo de manera simbólica, quien lo devuelve enseguida. Luego saludan a las autoridades presentes y por último, se incorporan de nuevo en la procesión, que prosigue hacia Santa María.

## Lengua y cultura

### «D’aquí es trenca el guió»
Existe una frase hecha derivada de este acto que dice «d’aquí es trenca el guió», que la utilizaban grupos de amigos a la hora de despedirse, porque cada uno se iba por calles diferentes, al igual que hacían los tronos cuando acababa la ceremonia de la trencà para irse a su iglesia de origen.

### Origen etimológico
La palabra trencà tiene su origen en el verbo del valenciano trencar. El participio es trencada, sin embargo, una característica del valenciano es la caída de la «d» intervocálica. Por lo tanto, el nombre de la ceremonia, tan popularizado, no pronuncia la «d» y pocas veces la vemos escrita. Lo mismo ocurre con el sufijo -ador/a de trencador y trencadora, es popular que no se pronuncie esta «d» en Elche, por ello se refiere a los portaguiones como trencaor y trencaora.

## Singularidades
Cabe destacar que en todos estos años únicamente no se ha celebrado la trencà en 1869, por lo que pudieron ser cuestiones políticas, y en 1981 por lluvias.

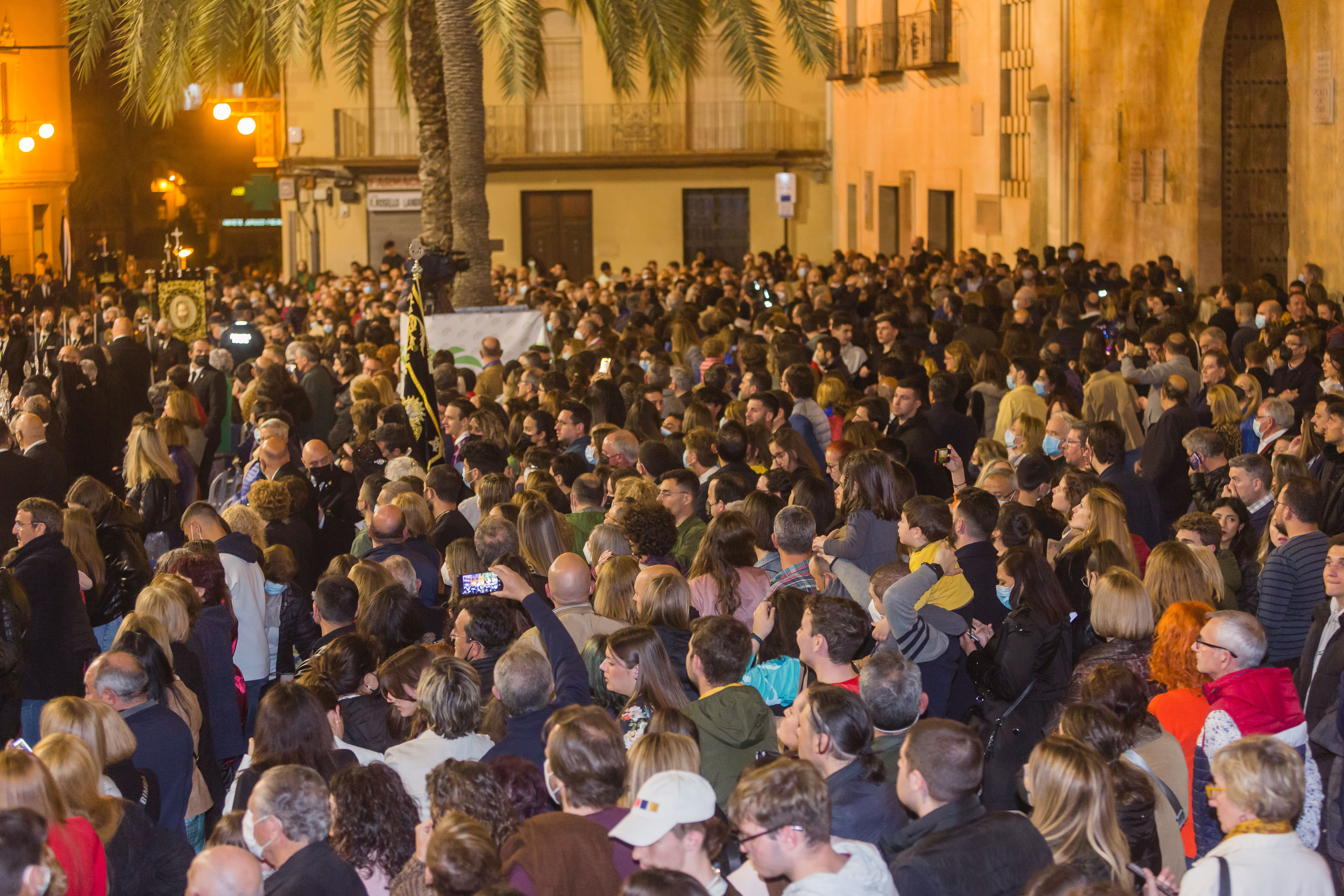
La multitud en la Plaça de Baix.

Por otra parte, se trasladó el acto de la trencà de la Plaza de la Merced a la Plaça de Baix; pero en el año 2007, 2009 y 2019, gracias a la propuesta de la Junta de Gobierno de La Cofradía Virgen de Los Dolores y con el beneplácito tanto de la Junta Mayor de Cofradías como del Ayuntamiento de Elche, debido a fenómenos meteorológicos, el acto cívico-religioso se celebró por primera vez en un templo, es decir, en el interior de la Basílica de Santa María. Como ya habían hecho su traslado procesional, muchos tronos se encontraban en la nave de la Basílica. El Santo Sepulcro se colocó en la puerta principal y la Virgen de los Dolores en frente, dejando un espacio amplio para el acto de la trencà.

## La Tripleta
Nombre y profesión o cofradía a la que pertenece la tripleta que se encarga de la Trencà del Guió el año de su nombramiento.
| Año                                           | Trencaor / Trencaora | 1.erAcompañante                                                                                         | 2.º Acompañante                                                                                         |
| --------------------------------------------- | --- | --- | --- |
| 1974                                          | Dña. Pilar Amorós Pérez (arquitecto) | D. Antonio Serrano Bru (arquitecto)                                                                     | D. Manuel Cerdá Antón (ingeniero de caminos)                                                            |
| 1975                                          | D. Francisco Orts Serrano (médico) | D. Martin Ferrando López (médico)                                                                       | D. Patricio Más Ruiz (médico)                                                                           |
| 1976                                          | D. José María Vidal Agulló (arquitecto) | D. Diego Macià Ernica (arquitecto)                                                                      | D. Pascual Cámara Esclapez (arquitecto)                                                                 |
| 1977                                          | D. Mariano Triviño Vivanco (abogado) | D. Elicio Gómez Curto (abogado)                                                                         | D. Antonio Brotons Maciá (abogado)                                                                      |
| 1978                                          | D. José Amorós Gómez (arquitecto) | D. Gaspar Jaén Urbán (arquitecto)                                                                       | D. Francisco Rodríguez Trives (aparejador)                                                              |
| 1979                                          | D. Joaquín Rodríguez Trives (abogado) | D. José Sánchez Roca (abogado)                                                                          | D. Manuel Ortuño Cerda (abogado)                                                                        |
| 1980                                          | D. Antonio Serrano Ripoll (médico) | Dňa. Mª Carmen Sánchez Lucerga (médico)                                                                 | D. Carmelo Serrano Ripoll (médico)                                                                      |
| 1981 (suspendido por lluvia)                  | Dña. Mª Carmen Pérez Cascales (abogado) | D. Alfredo Sánchez García (abogado)                                                                     | D. Vicente Pascual Pascual (abogado)                                                                    |
| 1982 (misma tripleta de 1981)                 | Dña. Mª Carmen Pérez Cascales (abogado) | D. Alfredo Sánchez García (abogado)                                                                     | D. Vicente Pascual Pascual (abogado)                                                                    |
| 1983                                          | Dña. Margarita López Bru (arquitecto) | D. Tomás Martínez Boix (arquitecto)                                                                     | D. Rafael Ruiz Maciá (arquitecto)                                                                       |
| 1984                                          | D. Eleuterio Belmonte Pérez (médico) | D. Juan José García Sánchez (médico)                                                                    | D. Marco Sánchez Hernández (médico)                                                                     |
| 1985                                          | D. Diego Fernández Pastor (arquitecto técnico ) | D. Francisco Sáez Aledo (arquitecto técnico)                                                            | D. Santiago Bordonado Pastor (arquitecto técnico)                                                       |
| 1986                                          | Dña. Josefa García Sansano (abogado) | D. Álvaro Valls Tur (Ldo. Filosofía y Letras)                                                           | D. José Villalba Martínez (abogado)                                                                     |
| 1987                                          | Dña. Nieves López Antón (Lda. Ciencias biológicas) | D. Vicente Castaño López (procurador tribunales)                                                        | D. Fco. José Andreu Martínez (médico)                                                                   |
| 1988                                          | Dña. Ángeles Jover Antón (diplomada en Ciencias de la educación) | D. Francisco J. Martínez Costa (Ldo. Filosofía y Letras)                                                | D. Joaquín Sempere Maciá (abogado)                                                                      |
| 1989                                          | D. Mariano Rodríguez Cerdá (Ldo. Ciencias Económicas) | Dña. Encarnación Martínez Costa (profesora de E.G.B.)                                                   | D. Ricardo Seller Roca de Togores (Ldo. derecho)                                                        |
| 1990                                          | Dña. Rosario Rodríguez Trives (profesora de E.G.B) | D. José A. Villalobos Torres (Ldo. derecho)                                                             | D. Francisco López Sánchez                                                                              |
| 1991                                          | D. Pascual Urbán Brotons (profesor E. universitaria) | Dña. Inmaculada Segarra Sánchez (profesora de E.G.B)                                                    | Dña. Mª Teresa Sucar Sánchez (Lda. Ciencias educación)                                                  |
| 1992                                          | D. Francisco J. Mora Más (Ldo. Ciencias Telecom.) | Dña. Manuela Mojica Muñoz (Lda. derecho)                                                                | Dña. Mª Ángeles Pérez Segarra (profesora de E.G.B)                                                      |
| 1993                                          | Dña. Mª Dulce Quesada Magro (Lda. Bellas Artes) | Dña. Cristina Poveda Soler (diplomada Ciencias empresariales)                                           | D. Juan Mora Pastor (Ldo. Ciencias químicas)                                                            |
| 1994                                          | D. José A. Román Benticuaga (ingeniero agrícola) | Dª F. I. Cremades Hurtado Mendoza (Lda. derecho)                                                        | Dña. Vicenta Albarranch Segarra (Lda. derecho)                                                          |
| 1995                                          | D. Manuel L. Vicente Chinchilla (Ldo. medicina) | Dña. Loreto González Ferrández (Lda. Ciencias Sociales)                                                 | Dña. Elvira Serrano Ruiz de Lope (Lda. Geografía e Historia)                                            |
| 1996                                          | D. Manuel Ramos Aznar (Mestre capella misteri) | Dña. Sandra López Díez (profesora de E.G.B.)                                                            | Dña. Mª del Mar Esquembre Valdés (Lda. derecho)                                                         |
| 1997                                          | D. Vicente García Martínez (Ldo. derecho) | Dña. María Teresa Verdú García (Lda. medicina)                                                          | Dña. Margarita García Vicente (Lda. derecho)                                                            |
| 1998                                          | D. Francisco Javier Borja Vázquez (Ldo. derecho) | Dña. María José Quiles Morales (Lda. derecho)                                                           | Dña. Cristina López Sánchez (Lda. derecho)                                                              |
| 2005                                          | D. Joaquín Martínez García (vpdte. de la Junta Mayor de Hermandades y Cofradías y hermano mayor del Cristo del Amor) | Antonia María Legidos Martínez (hermandad de la Flagelación y Gloria)                                   | María Asunción Escolano Torres (hermandad de la Flagelación y Gloria)                                   |
| 2006                                          | Juan Molina Pascual (cofradía Virgen de los Dolores) | María José Miller Mas (hermandad de la Flagelación y Gloria)                                            | Ángeles Teresa Rivera Segarra (hermandad de la Virgen de los Dolores y de Nuestro Padre Jesús Nazareno) |
| 2007                                          | D. José Manuel Sabuco (cofradía del Cristo de Zalamea) | Cristina Sax Seva (cofradía Nuestro Padre Jesús Nazareno)                                               | María José Torres Amorós (hermandad de la Oración en el Calvario)                                       |
| 2008                                          | Victoriano José Sánchez Tormo (Vicepresidente de la Cofradía del Cristo de Zalamea y presidente de la Asociación Local de Belenistas) Antonio Campos Soler (cofradía del Cristo Resucitado, salió como portador, pero tuvo que cambiarse) | Patricia Guilabert Sanz (hermandad de la Caída y María Stma. del Rosario)                               | Alfredo Sánchez Tormo                                                                                   |
| 2009                                          | Eva María Beltrán Cano (cofradía de la Negación de San Pedro) | Ana María Sánchez Maciá (cofradía de la Negación de San Pedro)                                          | María Ángeles Marco Zarate (cofradía del Santísimo Cristo de Zalamea)                                   |
| 2010                                          | Felicidad Fructuoso Cortés | Alfonso Herrero López                                                                                   | María Mercedes Gascón Far                                                                               |
| 2011                                          | Ana Isabel Gómez Valero (hermandad de Santa María Magdalena) | Antonia María Abad Cerdá (hermandad de la Flagelación y Gloria)                                         | Antonio Serrano Sánchez (cofradía Nuestro Padre Jesús Nazareno)                                         |
| 2012                                          | Inmaculada Fernández Agulló (cofradía Virgen de los Dolores) | María Milagros Pérez Cañizares (hermandad Flagelación y Gloria)                                         | Antonio Clares Birlanga (cofradía del Gran Poder y de María Santa de la Estrella)                       |
| 2013                                          | Carlos Antón Soto (cofradía Virgen de los Dolores) | Laura Brotóns Martínez (cofradía del Santísimo Cristo de la Misericordia)                               | María Jesús Pérez Chazarra (hermandad Flagelación y Gloria)                                             |
| 2014                                          | Cristina Sáez Martínez (cofradía Santísima Sangre de Cristo) | Ana Llopis Cerdá (cofradía Conversión Mujer Samaritana)                                                 | Gema María Cervantes Llorens (cofradía Santísima Sangre de Cristo)                                      |
| 2015                                          | Vicente Albarranch (cofradía del Gran Poder y de María Santa de la Estrella) | Arantzazu Bailén (hermandad Flagelación y Gloria)                                                       | Esther Córdoba (hermandad de la Sagrada Lanzada)                                                        |
| 2016                                          | José Antonio Beneyto (cofradía del Sagrado Lavatorio) | Ana María Crespo (cofradía Virgen de los Dolores)                                                       | Esther Sanmartín (hermandad de la Flagelación y Gloria)                                                 |
| 2017                                          | Victoria Agulló Congost (hermandad de María Santísima de la Caridad) | María Teresa Ibarra Serrano (hermandad de Caballeros del Santo Sepulcro)                                | Iván López Salinas (cofradía del Sagrado Lavatorio)                                                     |
| 2018                                          | Susana Maciá Caparrós (hermandad de la Flagelación y Gloria) | Abel Sandoval Zárate (cofradía del Gran Poder y de María Santa de la Estrella)                          | Iván Aledo Pérez (cofradía de Nuestro Padre Jesús Rescatado)                                            |
| 2019                                          | Antonia Ruiz (cofradía de María Santísima de la Palma) | Begoña Conesa (cofradia Conversión de la Mujer Samaritana)                                              | Francisco José Pascual (hermandad de la Coronación de Espinas)                                          |
| 2020 (suspendida por la pandemia de COVID-19) | María Cartagena (cofradía de la Santa Mujer Verónica) | Andrea Moltó Niñoles (cofradía de la Santa Mujer Verónica)                                              | Silvia Agulló Esclapez (hermandad de la Sagrada Lanzada)                                                |
| 2021 (pandemia de COVID-19)                   | - | - | - |
| 2022 (misma tripleta de 2020)                 | María Cartagena (cofradía de la Santa Mujer Verónica) | Andrea Moltó Niñoles (cofradía de la Santa Mujer Verónica)                                              | Silvia Agulló Esclapez (hermandad de la Sagrada Lanzada)                                                |
| 2023                                          | Héctor Manuel Poveda Campello (hermandad María Santísima de la Caridad) | Javier Poveda Campello (hermandad María Santísima de la Caridad)                                        | José Manuel Hernández Ortega (cofradía Negación de San Pedro, "Pas del Gall")                           |
| 2024                                          | Miguel Ángel Crespo Guilló (hermandad de Pasión y Merced) | Nereida González Ruíz (hermandad del Sagrado Lavatorio)                                                 | Inmaculada Crespo Guilló (hermandad de la Flagelación y Gloria)                                         |
| 2025                                          | Antonio Andreu García (cofradía del Santísimo Cristo de Zalamea y de la hermandad de Flagelación y Gloria) | Elisa Isabel Molina Ferrández (cofradía de la Santísima Sangre de Cristo y María Santísima de la Salud) | Gemma María Sevilla Martínez (hermandad de la Flagelación y Gloria)                                     |